# شهر آق قلعه
شهر آق قلعه، ارگ و برج و بارو و مسجد مربوط به دوره ایلخانی است و در شهرستان جوین، غرب شهر نقاب واقع شده و این اثر در تاریخ ۳۰ خرداد ۱۳۷۷ با شمارهٔ ثبت ۲۰۳۳ به‌عنوان یکی از آثار ملی ایران به ثبت رسیده‌است.